# Neoperla connectens
Neoperla connectens är en bäcksländeart som beskrevs av Peter Zwick 1986. Neoperla connectens ingår i släktet Neoperla och familjen jättebäcksländor. Inga underarter finns listade i Catalogue of Life.